# Bosco Saraiva
João Bosco Gomes Saraiva, conhecido como Bosco Saraiva (Manaus, 10 de outubro de 1959) é um empresário e político brasileiro. Foi vice-governador do Amazonas. Nas eleições gerais de 2018 foi eleito um dos oito deputados federais do Amazonas e assumiu a presidência da Comissão de Desenvolvimento Econômico, Indústria, Comércio e Serviços da Câmara Federal, a Cdeics - uma das comissões mais importantes do Brasil, principalmente para a manutenção da Zona Franca de Manaus. Atualmente, é o presidente estadual do partido Solidariedade- AM.
Bosco também é escritor, compositor, empresário, professor universitário e sambista, tendo sido fundador da Escola de Samba Reino Unido da Liberdade.

## Biografia
Bosco Saraiva é nascido e criado no Morro da Liberdade, bairro da zona sul de Manaus, onde está localizada a Escola de Samba Reino Unido da Liberdade, a qual foi um dos fundadores e que inicialmente foi formada por um bloco de rua que, aos poucos, foi crescendo e ganhando destaque, até que em 1986 se transformou em escola de samba do segundo grupo, tornando-se escola do Grupo Especial em 1987.
Graduado em Gestão de Marketing e pós-graduado em Administração Avançada e Controle de Marketing, Bosco Saraiva  está em seu primeiro mandato como deputado federal, eleito em 2018. Seu interesse e atuação política iniciaram durante a trajetória estudantil, quando percebeu que as dificuldades encontradas no cotidiano poderiam ser superadas com uma representação político-social voltada aos anseios da população. Nos anos 80, tornou-se militante da oposição sindical metalúrgica.
Nas eleições municipais de 1992 foi eleito pela primeira vez vereador de Manaus, cargo exercido até o ano de 2004, por três mandatos consecutivos. Presidiu a Câmara de Vereadores por duas vezes, sendo também vice-prefeito de Manaus durante o biênio 1995-1996.
No exercício da função de vereador, foi nomeado presidente de inúmeras Comissões Permanentes da Câmara Municipal de Manaus, com destaque para o cargo de Relator do último Plano Diretor da cidade de Manaus, e participação nas comissões de Grilagem de Terras, Cartel de Combustíveis, e a do Ressarcimento.
Bosco Saraiva é o autor da lei da meia-entrada para estudantes em eventos culturais e da lei que instituiu o Imposto Simplificado, conhecido como Simples.
Em 2004, concorreu ao cargo de vice-prefeito na chapa de Amazonino Mendes. No ano de 2006, disputou o cargo de deputado estadual, alcançando a suplência, e em 2009, após a decretação da perda do mandato do deputado estadual Edílson Gurgel (PRTB), assumiu a vaga de parlamentar.
Desde que ingressou na vida pública, Bosco Saraiva também assumiu cargos no Executivo como o de Presidente da Empresa Municipal de Urbanização- Urbam, Secretário de Estado de Infra-Estrutura e Diretor-Presidente de Planejamento Urbano (2009/2010).
No ano de 2012, foi eleito, novamente, vereador da cidade de Manaus, e conduzido pela terceira vez à presidência da Câmara Municipal de Manaus. Em 2014, se elegeu deputado estadual e passou a presidir a Comissão de Cultura da Assembleia Legislativa do Estado do Amazonas.
Em 2017, foi eleito vice-governador de seu estado, para um mandato tampão na chapa de Amazonino Mendes, assumindo a Secretaria de Segurança Pública, no período de outubro de 2017 a abril de 2018.
Eleito deputado federal em 2018  e assumindo o mandato em 2019, foi eleito presidente da Comissão de Desenvolvimento Econômico, Indústria, Comércio e Serviços da Câmara Federal, a Cdeics - uma das comissões mais importantes do Brasil, principalmente para a manutenção da Zona Franca de Manaus, que foi uma das bandeiras e compromissos que Bosco Saraiva assumiu defender e cumpriu durante toda a sua gestão frente à comissão. (2019-2021).
Bosco Saraiva é o Relator do Projeto de Lei que trata da regularização fundiária em todo o Brasil (PL 2633/2020), um tema de muita relevância para o país.